# Vári (Attique)
Vári, en grec moderne : Βάρη, est une petite ville du sud de l'Attique orientale, située à 26 km du centre de l'agglomération d'Athènes, en Grèce. Elle est construite entre les extensions montagneuses méridionales du mont Hymette, tout près de la côte du golfe Saronique. Entre la côte et Vári se trouve le village de Várkiza. Dans l'Antiquité, la région de Vári correspondait à la municipalité d'Anagyroús (el) de l'Athènes classique. Sur le plan administratif, la localité fait partie de la municipalité de Vári-Voúla-Vouliagméni. Selon le recensement de 2011, la population d'Ágios Ioánnis compte 15 855 habitants. L'école militaire des Évelpides est implantée dans la région de Vári.